# Sarcophaga menelika
Sarcophaga menelika är en tvåvingeart som beskrevs av Andy Z. Lehrer 2005. Sarcophaga menelika ingår i släktet Sarcophaga och familjen köttflugor.
Artens utbredningsområde är Etiopien. Inga underarter finns listade i Catalogue of Life.